# Мирабель (аэропорт)
Международный аэропорт «Монреаль-Мирабель» (фр. Aéroport International Montréal-Mirabel), более известный как Аэропорт «Мирабель» (фр. Aéroport Mirabel; (ИАТА: YMX, ИКАО: CYMX)) — действующий грузовой аэропорт (фактически аэродром без аэровокзала) класса «Е», расположенный в 39 км к северо-западу от Монреаля (Канада). Является вторым самым крупным по площади аэропортом мира (после аэропорта «Король Фахд» в Саудовской Аравии), а также единственным аэропортом провинции Квебек, оснащённым взлетно-посадочными полосами для сверхзвуковых самолётов. Открыт 4 октября 1975 года.

## История
Проект аэропорта «Мирабель» был впервые представлен публике на выставке «Экспо-67» в сентябре 1967 года. Он был вписан в первый генплан широкого развития монреальского региона под названием «Horizon 2000» и являлся многомиллионным проектом, разработанным консорциумом частных инвесторов в согласовании с Министерством транспорта Канады, Квебекской транспортной комиссией и администрацией мэра города Жана Драпо. Проект вписывался в политический курс кабинета Либеральной партии Квебека премьер-министра Жана Лесажа, нацеленного на увеличение мировой значимости провинции и её модернизацию. Он предусматривал строительство 5000 парковочных машиномест, 8 терминалов, 2 магистралей, гостиничного комплекса, собственной монорельсовой системы и ж/д вокзала с соединением через туннель Мон-Руаяль. Для строительства «Мирабеля» государством были экспроприированы свыше 40 000 гектаров плодоносной фермерской земли и леса.

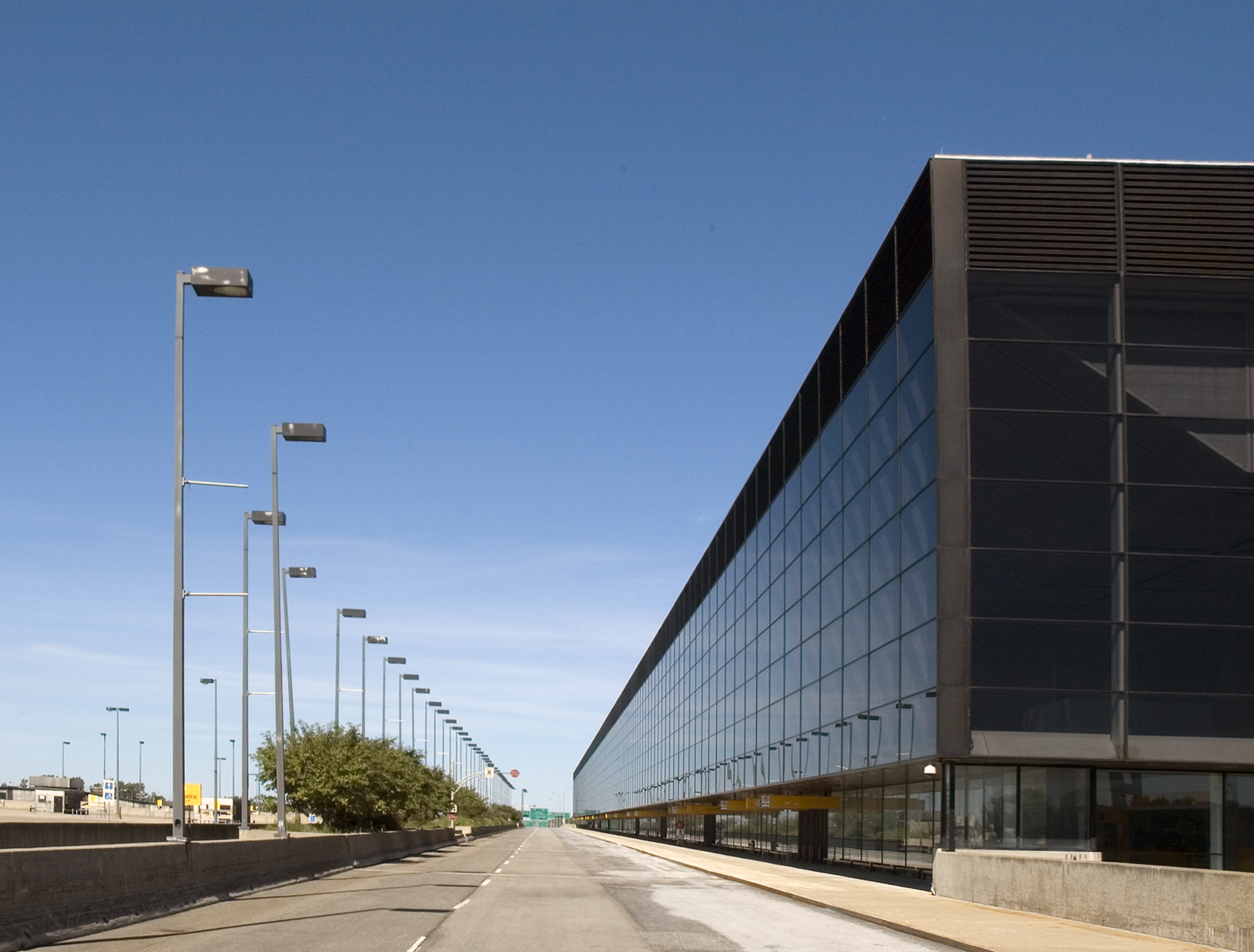
Единственный построенный терминал, 2007 год

Тем не менее, в начале 1970 годов к власти пришли «пекисты» и политический курс провинции изменился. Бюджетные затраты на модернизацию Квебека до мирового уровня значимости сменились инвестициями в сферы здравоохранения и образования, а частные инвесторы теряли деньги из-за отсутствия параполитического органа, способного бы поголовно связать между собой многочисленные правительственные уровни для чёткой ориентировки дальнейшего развития проекта. Как результат, в 1974 году генплан «Horizon 2000» был отменён, и строительство «Мирабеля» ещё до его открытия ограничили одной лишь вступительной фазой. Аэропорт открылся, как и планировалось, 4 октября 1975 года, но всего лишь с одним единственным терминалом. Магистральный доступ он получил только в 1981 году.
Конец 1970-х поставил окончательную точку на дальнейшем развитии проекта — в 1979 году вступил в силу «Закон о защите сельскохозяйственной территории», и из 40 000 гектаров 20 000 были возвращены их изначальным владельцам, а спустя ещё 10 лет — 12 000. Таким образом площадь «Мирабеля» уменьшилась 5 раз. В 1985 году премьер-министр Рене Левек назвал проект «ошибкой истории» и «пятном, за которое всем стыдно». Возврат либералов в конце 1980-х смог тем не менее закрепить за аэропортом грузовое применение, а также его использование под особые авиационные нужды.
«Мирабель» проработал в пассажирском режиме до 31 октября 2004 года, когда оттуда взлетел последний рейс компании «Air Transat» до Парижа.